# الإسلام في الصحراء الغربية
حسب كتاب حقائق العالم، فإن قرابة 100% من سكان الصحراء الغربية مسلمون على المذهب السنّي المالكي.

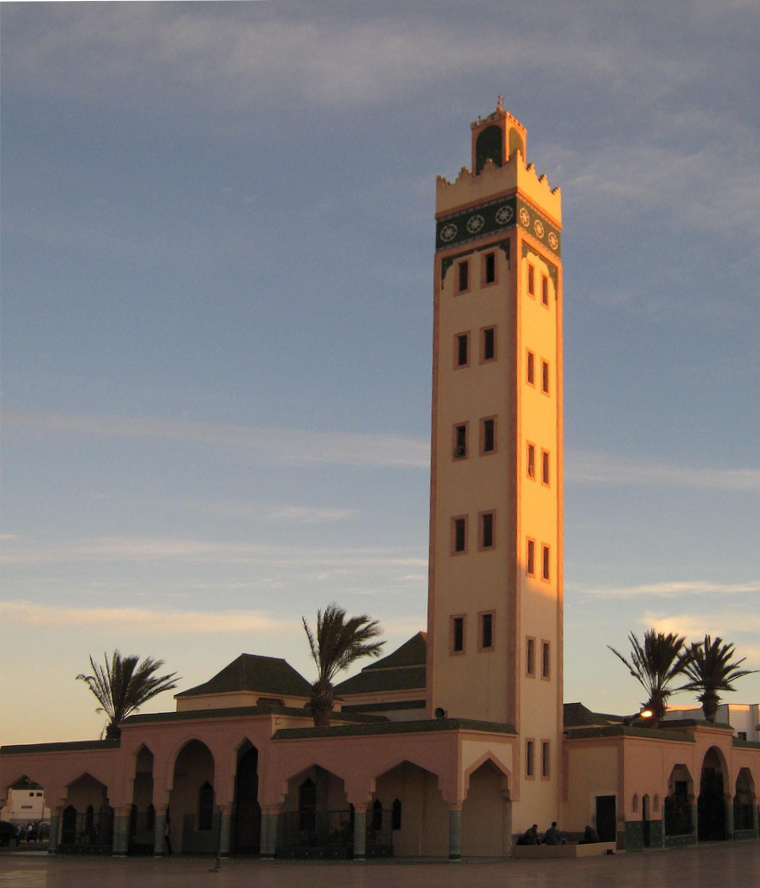
مسجد في الداخلة